# 구로다 내각
구로다 내각(일본어: 黒田内閣)은 농상무대신 구로다 기요타카가 제2대 내각총리대신으로 임명되어, 1888년 4월 30일부터 1889년 10월 25일까지 존재한 일본의 내각이다.
구로다 기요타카의 내각총리대신 사임 후에 내대신 산조 사네토미를 수반으로 하는 산조 잠정 내각(三條暫定内閣)이 1889년 10월 25일부터 같은 해 12월 24일까지 존재하였다.

## 재직 기간
구로다 내각
- 1888년(메이지 21년) 4월 30일 ~ 1889년(메이지 22년) 10월 25일
- 재직 일수 : 544일

산조 잠정 내각
- 1889년(메이지 22년) 10월 25일 ~ 1889년(메이지 22년) 12월 24일
- 재직 일수 : 61일

## 인사

### 국무대신
| 출신번벌 : 공가 사쓰마번 조슈번 도사번 비젠 번 막신 |

| 직책         | 대수 | 성명              | 성명   | 출신                    | 취임일           | 퇴임일           | 비고     |
| ------------ | ---- | ----------------- | ------ | ----------------------- | ---------------- | ---------------- | -------- |
| 내각총리대신 | 2    | 구로다 기요타카   |        | 사쓰마번 백작 육군중장  | 1888년 4월 30일  | 1889년 10월 25일 |          |
| 내각총리대신 | -    | 산조 사네토미     |        | 공가 공작               | 1889년 10월 25일 | 1889년 12월 24일 | 겸임     |
| 외무대신     | 3    | 오쿠마 시게노부   |        | 비젠 번 백작            | 1888년 4월 30일  | 1889년 12월 24일 |          |
| 내무대신     | 2    | 야마가타 아리토모 |        | 조슈번 백작 육군중장    | 1888년 4월 30일  | 1889년 12월 24일 |          |
| 대장대신     | 2    | 마쓰카타 마사요시 |        | 사쓰마 번 백작          | 1888년 4월 30일  | 1889년 12월 24일 |          |
| 육군대신     | 2    | 오야마 이와오     |        | 사쓰마 번 백작 육군중장 | 1888년 4월 30일  | 1889년 12월 24일 |          |
| 해군대신     | 2    | 사이고 주도       |        | 사쓰마 번 백작 육군중장 | 1888년 4월 30일  | 1889년 12월 24일 |          |
| 사법대신     | 2    | 야마다 아키요시   |        | 조슈 번 백작 육군중장   | 1888년 4월 30일  | 1889년 12월 24일 |          |
| 문부대신     | 2    | 모리 아리노리     |        | 사쓰마 번 자작          | 1888년 4월 30일  | 1889년 2월 12일  | 사망흠결 |
| 문부대신     | -    | (공석)            | (공석) | (공석)                  | 1889년 2월 12일  | 1889년 2월 16일  |          |
| 문부대신     | -    | 오야마 이와오     |        | 사쓰마 번 백작 육군중장 | 1889년 2월 16일  | 1889년 3월 22일  | 임시겸임 |
| 문부대신     | 3    | 에노모토 다케아키 |        | 막신 자작 해군중장      | 1889년 3월 22일  | 1889년 12월 24일 |          |
| 농상무대신   | -    | 에노모토 다케아키 |        | 막신 해군중장           | 1888년 4월 30일  | 1888년 7월 25일  | 임시겸임 |
| 농상무대신   | 4    | 이노우에 가오루   |        | 조슈 번 백작            | 1888년 7월 25일  | 1889년 12월 24일 |          |
| 체신대신     | 2    | 에노모토 다케아키 |        | 막신 해군중장           | 1888년 4월 30일  | 1889년 3월 22일  |          |
| 체신대신     | 3    | 고토 쇼지로       |        | 도사번 백작             | 1888년 3월 22일  | 1889년 12월 24일 |          |
| 반열         | -    | 이토 히로부미     |        | 조슈 번 백작            | 1888년 4월 30일  | 1889년 10월 30일 |          |

### 기타
| 출신번벌 : 사쓰마번 도사번 기타 번 |

| 직책         | 대수 | 성명            | 성명 | 출신                 | 취임일          | 퇴임일           | 비고 |
| ------------ | ---- | --------------- | ---- | -------------------- | --------------- | ---------------- | ---- |
| 내각서기관장 | 1    | 다나카 미쓰아키 |      | 도사번 자작 육군소장 | 1888년 4월 30일 | 1888년 5월 28일  |      |
| 내각서기관장 | 2    | 고마키 마사나리 |      | 사쓰마번             | 1888년 5월 28일 | 1889년 12월 24일 |      |
| 법제국장관   | 2    | 이노우에 고와시 |      | 히고번               | 1888년 4월 30일 | 1889년 12월 24일 |      |